# Tomasz Górski (kajakarz)
Tomasz Górski (ur. 26 lutego 1981) – polski kajakarz, medalista mistrzostw świata i mistrzostw Polski.

## Kariera sportowa
Był zawodnikiem OKS Olsztyn. Jego największym sukcesem w karierze był brązowy medal mistrzostw świata w 2006 w konkurencji K-2 1000 m (z Adamem Seroczyńskim). Na tych samych zawodach w konkurencji K-2 500 m zajął 8. miejsce (również z Adamem Seroczyńskim). Ponadto startował jeszcze na mistrzostwach świata w 2005, zajmując 4. miejsce w konkurencji K-4 500 m i 9. miejsce w konkurencji K-4 200 m (partnerami w obu startach byli Mariusz Kujawski, Tomasz Żądło i Rafał Głażewski) oraz mistrzostwach Europy w 2004 (6 m. w konkurencji K-4 500 m), 2005 (9 m. w konkurencji K-4 500 m), 2006 (4 m. w konkurencji K-4 500 m i 5 m. w konkurencji K-4 1000 m), 2007 (9 m. w konkurencji K-4 200 m).
Nigdy nie został mistrzem Polski seniorów.